# Île Hawkins
L'île Hawkins est une île des Bermudes située dans la Grande Baie, au nord-ouest de l'île Nelly.
C'est une propriété privée qui relève administrativement de la paroisse de Warwick. Elle est entourée par l'île Alpha au sud-ouest, par l'île Lambda au nord-ouest, et île Kappa à l'est.

## Histoire
D'abord appelée île Elizabeth's ou île Tatem, l'île est rebaptisée « Hawkins » en 1809, lorsque la Royal Navy en fait l'acquisition. Durant la seconde guerre des Boers, elle abrite un camp de prisonniers ennemis.